# Carnallite

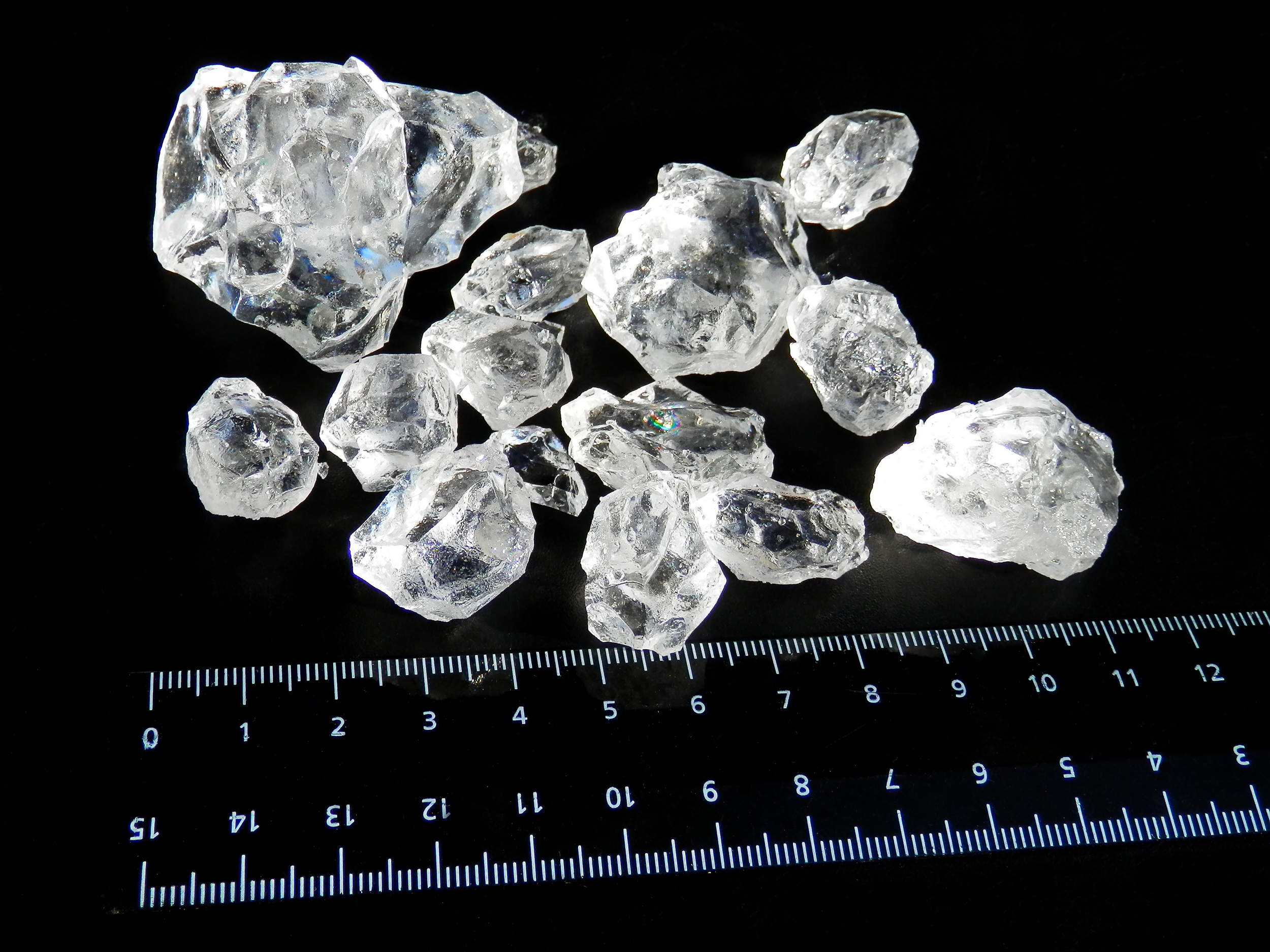
échantillon ultra-pur incolore à blanc

La carnallite est un corps minéral défini, un chlorure double naturel de potassium et de magnésium hexahydraté de formule KMgCl3·6(H2O), soit KCl. MgCl2. 6 H2O. Elle a été dénommée en 1856 par le chimiste et minéralogiste prussien Heinrich Rose en l'honneur de Rudolph von Carnall, ingénieur des mines du royaume de Prusse à partir d'échantillons de la mine potassique de Stassfurt. 

## Cristallochimie et géologie
Le minéral de maille orthorhombique, non clivable, de faible densité 1,6 apparaît en masse dans une roche évaporite homonyme, par exemple l'ancien minerai de potasse de Stassfurt où le minéral a été décrit pour la première fois, par Heinrich Rose, selon les critères de la science minéralogique en 1856. Il peut former des cristaux exceptionnels, tabulaires et épais, ou encore en pseudo-isoscéloèdres. Mais le minéral non clivable, mais à cassure conchoïdale facile, à éclat vitreux, apparaît le plus souvent en masse informe, incolore ou de couleur laiteuse, parfois diversement colorée par des traces d'oxydes de fer.
La roche tendre, très légère et fragile, hygroscopique et déliquescente qui la contient parfois pratiquement pure, souvent rouge, rousse ou rose, jaunâtre ou rougeâtre est colorée par des impuretés d'hématite ou de goethite. C'est une roche évaporite typique des sommets des bassins évaporitiques salins ou sebkhas d'origine marine, elle est associée aux sels de potassium et de magnésium les plus légers, par exemple des chlorures et bromures, mais aussi des sulfates, qui précipitent en dernier lieu. Elle forme aussi des concrétions granuleuses dans d'autres roches. 
C'est une roche évaporite abondante, dans les gisements de sels marins et de lacs salés. Ses gisements témoignent de la présence conjointe de sylvine KCl et de chlorure de magnésium MgCl2. Bien que caractéristique des chapeaux des gisements ou dômes salins, elle est associée à la halite. 
Elle peut être aussi considérée comme le produit de la dégradation ou altération des roches salines.

## Propriétés optiques
La carnallite n'est pas seulement fluorescente, mais aussi souvent très phosphorescente. Elle est capable de luminescence.
Elle fond facilement et colore la flamme en violet, par effet des ions K+.

## Propriétés chimiques
La carnallite, hygroscopique, déliquescente et à si facile désagrégation à l'air humide, n'est pas stable en solution aqueuse. On dit que c'est un sel non congruent puisque sa dissolution provoque simultanément le dépôt de sylvine. Une telle sensibilité à l'action des solutions lui donne une importance considérable dans l'évolution secondaire des séries salines la contenant. Elle libère ainsi le chlorure de magnésium plus soluble dans la saumure.
Elle se solubilise ou se décompose dans l'eau en faisant un son grinçant caractéristique, le cri de la carnallite. Les échantillons doivent être conservés en milieu hermétique au sec.
Elle se décompose lentement à partir de 19 °C à pression normale, où elle atteint la solubilité théorique de 64,5 g pour 100 g d'eau. Elle est donc en pratique très soluble dans l'eau froide.
Elle se décompose facilement dans l'eau chaude et dans l'alcool. Par évaporation, on obtient d'abord des cristaux cubiques blancs de sylvine. Par cristallisation fractionnée, il est facile de purifier la sylvine, en laissant une saumure de chlorure de magnésium emporter les impuretés solubles. 
C'est pourquoi, à l'instar de la sylvine ou sel amer, la carnallite a un goût amer ou une saveur amère.
La carnallite fond facilement et colore la flamme en violet. L'analyse chimique pondérale donne une composition en masse 14,07 % de potassium K, 8,75 % de magnésium Mg, 38,28 % de chlore Cl2 et 38,90 % H2O

## Gisement
Cette roche évaporite marine est présente dans les gisements sédimentaires, comme les bassins permiens de Staẞfurt en Saxe, le bassin homonyme de Perm dans l'Oural en particulier à Iekaterinbourg, Kalouj ou Solikamsk, le Bassin permien du Texas ou du Nouveau-Mexique... En Allemagne, parmi les nombreux gisement du Nord-Ouest ou de Basse-Saxe, le gisement de Beienrode est célèbre. 
Dans l'ouest américain, il y a aussi les gisements de Carlsbad dans le Nouveau-Mexique, le Bassin Paradox au Colorado et dans l'Utah, ainsi que le Bassin Williston dans la province de la Saskatchewan au Canada.  
On la trouve en Espagne dans la province de Barcelone et de Lerida, en Sicile, en Pologne dans la province de Silésie, en Ukraine, en Tunisie, au Mali, en Israël, en Iran ou en Chine.
L'eau de la mer Morte, devenue saumure concentrée par évaporation, précipite d'abord en sel marin NaCl, puis en carnallite.
Elle est ainsi fréquemment associée au sel gemme (halite), aux composés de sulfate de calcium (anhydrite, gypse), à la dolomite, et surtout à différents sels de potassium et/ou de magnésium (sylvine, kaïnite, kiesérite, polyhalite, glasérite, schönite...)

## Usage
La carnallite est une source de potassium et de magnésium.  
Il s'agit d'un engrais potassique si le minéral est pur, sans sel gemme associé. La carnallite peut être aussi un minerai source de l'élément magnésium, potassium, chlore... et la roche sert parfois à l'extraction de cobalt, rubidium, brome et iode. 
La carnallite permet d'obtenir facilement de la sylvine, à base de l'industrie de la potasse et des engrais potassique. 
Utilisé en masse énorme pour l'industrie de la potasse, les gisements de carnallite contiennent aussi du brome (souvent au-delà de 300 ppm) et des chlorures de césium et de rubidium. 
Ce chlorure double de potassium et de magnésium hydraté est aussi une source importante pour les sels de magnésium, et un minerai pour la chimie du magnésium, en tout cas, pour le monde russe.